# Survive
Survive es el segundo disco de larga duración de la banda de thrash metal Nuclear Assault, lanzado en 1988 por I.R.S. records. Survive entró en el ranking de Billboard 200 en octubre de 1988, cuatro meses después de su lanzamiento. "Fight to Be Free" y la versión de Led Zeppelin "Good Times Bad Times" fueron lanzados como sencillos para promover el álbum.

## Temas
1. "Rise from the Ashes" – 3:09 (Dan Lilker, John Connelly)
2. "Brainwashed" – 2:43 (Lilker, Connelly)
3. "F#" – 2:29 (Connelly)
4. "Survive" – 3:00 (Connelly)
5. "Fight To Be Free" – 4:27 (Connelly, Lilker)
6. "Got Another Quarter" – 0:21 (Nuclear Assault)
7. "Great Depression" – 3:33 (Connelly, Lilker)
8. "Wired" – 3:06 (Connelly)
9. "Equal Rights" – 2:58 (Glenn Evans)
10. "P.S.A." – 0:11 (Lilker)
11. "Technology" – 3:15 (Connelly, Glen Cummings)
12. "Good Time, Bad Times" (Led Zeppelin cover) -2:16

## Créditos
- John Connelly – Voz, guitarra
- Anthony Bramante – Guitarra
- Danny Lilker – Bajo
- Glenn Evans – Batería

Arte de la portada por Sean Rodgers